# 中平 (名古屋市)
中平（なかひら）は、愛知県名古屋市天白区の地名。現行行政地名は中平一丁目から中平五丁目。住居表示未実施。

## 地理
名古屋市天白区南東部に位置する。

## 歴史

### 町名の由来
住民により平針の中央部を占める地域であることから「平中」の案が出されたが、平中町と重複するために変更となったという。

### 沿革
- 1984年（昭和59年）7月22日 - 天白区天白町平針の一部により、同区中平一丁目・中平二丁目・中平五丁目がそれぞれ成立する[1]。
- 1986年（昭和61年）8月10日 - 一丁目に天白町平針の一部が編入される[1]。
- 1988年（昭和63年）2月28日 - 三丁目・四丁目が天白町平針の一部により成立する[1]。
- 1989年（平成元年）11月19日 - 一丁目から五丁目にそれぞれ天白町平針の一部が編入される[1]。

## 世帯数と人口
2019年（平成31年）1月1日現在の世帯数と人口は以下の通りである。
| 丁目       | 世帯数    | 人口    |
| ---------- | --------- | ------- |
| 中平一丁目 | 695世帯   | 1,504人 |
| 中平二丁目 | 701世帯   | 1,661人 |
| 中平三丁目 | 475世帯   | 1,154人 |
| 中平四丁目 | 505世帯   | 1,282人 |
| 中平五丁目 | 667世帯   | 1,648人 |
| 計         | 3,043世帯 | 7,249人 |

### 人口の変遷
国勢調査による人口の推移
| 2000年（平成12年） | 6,887人 | [ WEB 6 ] |  |
| 2005年（平成17年） | 7,348人 | [ WEB 7 ] |  |
| 2010年（平成22年） | 7,092人 | [ WEB 8 ] |  |
| 2015年（平成27年） | 7,270人 | [ WEB 9 ] |  |

## 学区
市立小・中学校に通う場合、学校等は以下の通りとなる。また、公立高等学校全日制普通科に通う場合の学区は以下の通りとなる。
| 丁目       | 番・番地等 | 小学校               | 中学校               | 高等学校 |
| ---------- | ---------- | -------------------- | -------------------- | -------- |
| 中平一丁目 | 全域       | 名古屋市立原小学校   | 名古屋市立原中学校   | 尾張学区 |
| 中平二丁目 | 全域       | 名古屋市立原小学校   | 名古屋市立原中学校   | 尾張学区 |
| 中平三丁目 | 全域       | 名古屋市立平針小学校 | 名古屋市立平針中学校 | 尾張学区 |
| 中平四丁目 | 全域       | 名古屋市立平針小学校 | 名古屋市立平針中学校 | 尾張学区 |
| 中平五丁目 | 全域       | 名古屋市立原小学校   | 名古屋市立原中学校   | 尾張学区 |

## 施設
- 荒木集成館[2]
- 東海学園大学名古屋キャンパス
- 東海学園高等学校
- 東海学園大学短期大学部
- 名古屋市立平針中学校

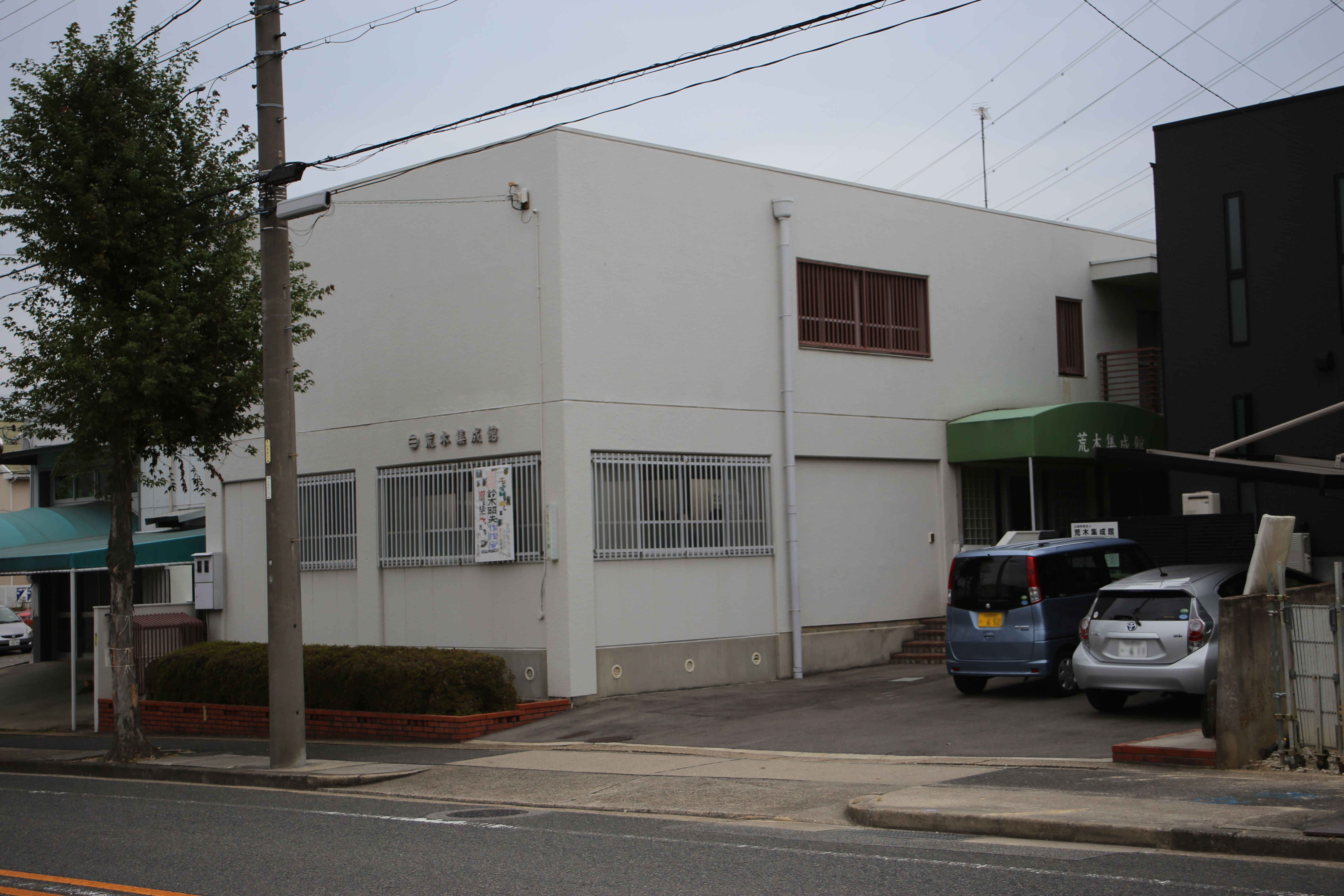
荒木集成館
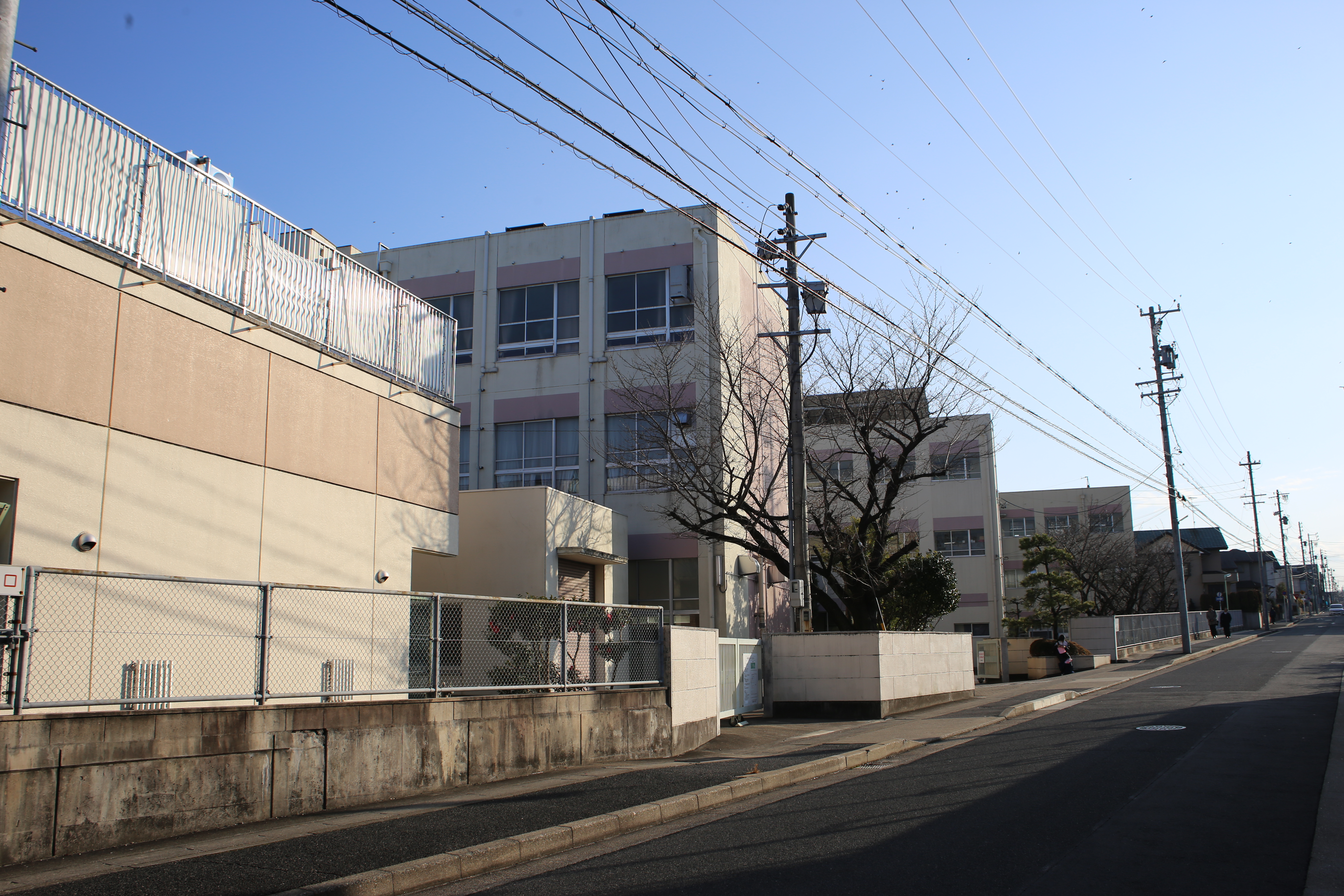
名古屋市立平針中学校
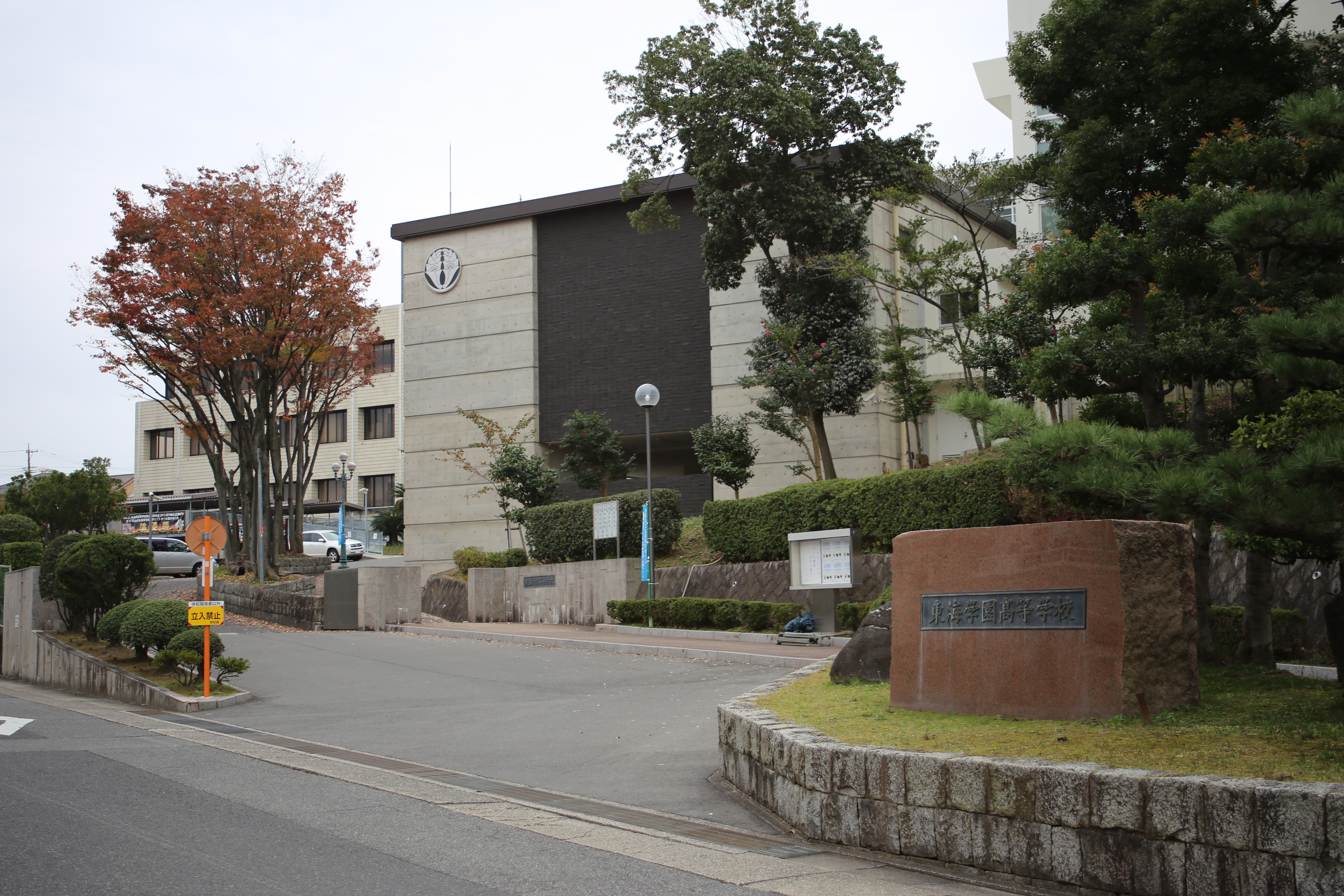
東海学園高等学校

## その他

### 日本郵便
- 郵便番号 : 468-0014[WEB 3]（集配局：天白郵便局[WEB 12]）。